# Albert Asou
Albert Lucien Frédéric Asou (Doornik, 24 juni 1857 - aldaar, 6 maart 1940) was een Belgisch politicus voor de Liberale Partij.

## Levensloop
Asou was doctor in de rechten (ULB 1878).
In 1887 werd hij verkozen tot gemeenteraadslid van Doornik, in 1895 werd hij schepen en van 1925 tot 1927 en van 1933 tot aan zijn dood was hij burgemeester. In 1904-'05 was hij provincieraadslid.
In 1905 werd hij verkozen tot liberaal volksvertegenwoordiger voor het arrondissement Doornik. Hij vervulde dit mandaat tot in mei 1914. Na de oorlog werd hij in 1919 provinciaal senator en bleef dit tot in 1932.
Hij diende het voorstel in dat de eerste dierenbeschermingswet zou worden.